# Ken'ichi Hashimoto
Ken'ichi Hashimoto (橋本 健一?, Hashimoto Kenichi; Kanagawa, 16 aprile 1975) è un ex calciatore giapponese, di ruolo attaccante.

## Carriera
Vanta 27 incontri nella prima divisione giapponese con il Kashima Antlers. Ha inoltre militato nel Yokohama Marinos.